# Lockheed MC-130
Lockheed MC-130 là tên định danh cơ bản cho dòng máy bay thực hiện nhiệm vụ đặc biệt thuộc Bộ chỉ huy chiến dịch đặc biệt Không quân Hoa Kỳ (AFSOC).

## Tính năng kỹ chiến thuật (MC-130H Combat Talon II)
Dữ liệu lấy từ United States Air Force Factsheet
Đặc điểm tổng quát
- Kíp lái: 7
- Sức chứa: 77 lính, 52 lính dù hoặc 57 cáng tải thương
- Chiều dài: 99 feet, 9 inch (30,4 m)
- Sải cánh: 132 feet, 7 inch (40,4 m)
- Chiều cao: 38 feet, 6 inch (11,7 m)
- Trọng lượng rỗng: 72.892 pound (32.801 kilogram)
- Trọng lượng cất cánh tối đa: 155.000 pound (69.750 kilogram)
- Động cơ: 4 × Allison T56-A-15 kiểu turboprop, 4.910 SHP (3.660 kW)  mỗi chiếc

 Hiệu suất bay 
- Vận tốc hành trình: 300 mi/h (482 km/h)
- Tầm bay: 2.700 hải lý (4.344 kilometer)
- Trần bay: 33.000 feet (10.000 m)

Hệ thống điện tử

- APQ-170 radar dẫn đường TF/TA
- ARN-151 liên kết GPS
- APN-232 radar đo cao
- LN-83
- AAQ-15
- ARC-187
- ALQ-172
- ALQ-196
- AAR-44 IRWR